# Masao Takemoto
Masao Takemoto (japanisch 竹本 正男 Takemoto Masao; * 29. September 1919 in Hamada; † 2. Februar 2007 in der Präfektur Kanagawa) war ein japanischer Kunstturner.

## Karriere
Takemoto nahm erstmals 1952 an Olympischen Spielen teil und gewann in Helsinki die Silbermedaille im Sprung. Vier Jahre später, bei den Spielen in Melbourne 1956, wurde er mit der japanischen Mannschaft Zweiter im Mannschaftsmehrkampf. In den Einzelwettbewerben sicherte er sich jeweils Bronze am Barren, am Reck und an den Ringen. Im Einzelmehrkampf belegte er Rang vier. Seine dritte Olympiateilnahme folgte 1960 in Rom, wo er mit dem japanischen Team Olympiasieger im Mannschaftsmehrkampf wurde. Am Reck gewann er zudem die Silbermedaille.
Auch bei Weltmeisterschaften zählte Takemoto zur Weltspitze. 1954 gewann er in Rom Gold am Boden, Silber im Mannschaftsmehrkampf und Bronze am Barren. Bei den Titelkämpfen 1958 in Moskau wiederholte er seinen Erfolg am Boden und holte zusätzlich Silber im Mannschaftsmehrkampf und im Sprung sowie Bronze am Reck.
Neben seiner aktiven Laufbahn studierte Takemoto Sportwissenschaften an der Japanischen Sportuniversität. Nach dem Ende seiner Karriere war er als Trainer der japanischen Turnnationalmannschaft tätig. 1997 wurde er in die International Gymnastics Hall of Fame aufgenommen.